# درخشنده سینه‌فندقی
درخشنده سینه‌فندقی (نام علمی: Heliodoxa rubinoides) نام یک گونه از سرده خورشیدرخشان‌ها است.